# Svjetsko prvenstvo u plivanju 2001.
Svjetsko prvenstvo u plivanju 2001. odražano je od 16. do 29. srpnja 2001. godine u japanskom gradu Fukuoki kao jedan od dijelova IX. svjetskog prvenstva u vodenim sportovima.

## Pojedinačna natjecanja

### Slobodni stil

#### 50 m slobodno
| Mjesto | Država                 | Plivač                    | Vrijeme |
| ------ | ---------------------- | ------------------------- | ------- |
| 1.     | SAD                    | Anthony Ervin             | 22,09   |
| 2.     | Nizozemska             | Pieter van den Hoogenband | 22,16   |
| 3.     | JAR                    | Roland Mark Schoeman      | 22,18   |
|        | Japan                  | Tomohiro Yamanoi          | 22,18   |
| 5.     | Australija             | Brett Hawke               | 22,39   |
| 6.     | Ukrajina               | Wjatscheslaw Schyrschow   | 22,42   |
| 7.     | Švedska                | Stefan Nystrand           | 22,44   |
|        | Ujedinjeno Kraljevstvo | Mark Foster               | 22,44   |

| Mjesto | Država                 | Plivačica         | Vrijeme |
| ------ | ---------------------- | ----------------- | ------- |
| 1.     | Nizozemska             | Inge de Bruijn    | 24,47   |
| 2.     | Švedska                | Therese Alshammar | 24,88   |
| 3.     | Njemačka               | Sandra Völker     | 24,96   |
| 4.     | Ujedinjeno Kraljevstvo | Alison Sheppard   | 25,00   |
| 5.     | SAD                    | Tammie Stone      | 25,10   |
| 6.     | SAD                    | Haley Cope        | 25,25   |
| 7.     | Njemačka               | Katrin Meissner   | 25,40   |
| 8.     | Bjelorusija            | Elena Poptschenko | 25,73   |

#### 100 m slobodno
| Mjesto | Država     | Plivač                    | Vrijeme |
| ------ | ---------- | ------------------------- | ------- |
| 1.     | SAD        | Anthony Ervin             | 48,33   |
| 2.     | Nizozemska | Pieter van den Hoogenband | 48,43   |
| 3.     | Švedska    | Lars Frölander            | 48,79   |
| 4.     | Australija | Ian Thorpe                | 48,81   |
| 5.     | Mađarska   | Attila Zubor              | 49,13   |
| 6.     | Njemačka   | Torsten Spanneberg        | 49,35   |
| 7.     | Australija | Ashley Callus             | 49,39   |
| 8.     | SAD        | Jason Lezak               | 49,51   |

| Mjesto | Država      | Plivačica         | Vrijeme (s) |
| ------ | ----------- | ----------------- | ----------- |
| 1.     | Nizozemska  | Inge de Bruijn    | 54,18       |
| 2.     | Njemačka    | Katrin Meissner   | 55,07       |
| 3.     | Njemačka    | Sandra Völker     | 55,11       |
| 4.     | Slovačka    | Martina Moravcová | 55,12       |
| 5.     | Bjelorusija | Elena Poptschenko | 55,19       |
| 6.     | NR Kina     | Xu Yanwei         | 55,38       |
| 7.     | Švedska     | Johanna Sjöberg   | 55,42       |
| 8.     | Australija  | Sarah Ryan        | 55,53       |

#### 200 m slobodno
| Mjesto | Država     | Plivač                    | Vrijeme (min) |
| ------ | ---------- | ------------------------- | ------------- |
| 1.     | Australija | Ian Thorpe                | 1:44,06 (WR)  |
| 2.     | Nizozemska | Pieter van den Hoogenband | 1:45,81       |
| 3.     | SAD        | Klete Keller              | 1:47,10       |
| 4.     | Italija    | Emiliano Brambilla        | 1:47,58       |
| 5.     | Australija | William Kirby             | 1:48,13       |
| 6.     | Danska     | Jacob Carstensen          | 1:48,86       |
| 7.     | Kanada     | Mark Johnston             | 1:49,39       |
| 8.     | SAD        | Scott Goldblatt           | 1:49,54       |

| Mjesto | Država                 | Plivačica         | Vrijeme (min) |
| ------ | ---------------------- | ----------------- | ------------- |
| 1.     | Australija             | Giaan Rooney      | 1:58,57       |
| 2.     | NR Kina                | Yang Yu           | 1:58,78       |
| 3.     | Rumunjska              | Camelia Potec     | 1:58,85       |
| 4.     | Kostarika              | Claudia Poll      | 1:58,92       |
| 5.     | Slovačka               | Martina Moravcová | 1:59,29       |
| 6.     | Ujedinjeno Kraljevstvo | Nicola Jackson    | 1:59,44       |
| 7.     | Australija             | Elka Graham       | 1:59,63       |
| 8.     | Danska                 | Mette Jacobsen    | 1:59,64       |

#### 400 m slobodno
| Mjesto | Država     | Plivač                | Vrijeme      |
| ------ | ---------- | --------------------- | ------------ |
| 1.     | Australija | Ian Thorpe            | 3:40,17 (WR) |
| 2.     | Australija | Grant Hackett         | 3:42,51      |
| 3.     | Italija    | Emiliano Brambilla    | 3:45,11      |
| 4.     | Italija    | Massimiliano Rosolino | 3:45,41      |
| 5.     | SAD        | Chad Carvin           | 3:50,11      |
| 6.     | Rumunjska  | Dragoş Coman          | 3:50,13      |
| 7.     | Grčka      | Spyridon Gianniotis   | 3:52,09      |
| 8.     | Japan      | Shunichi Fujita       | 3:52,11      |

| Mjesto | Država     | Plivačica         | Vrijeme (min) |
| ------ | ---------- | ----------------- | ------------- |
| 1.     | Ukrajina   | Jana Kločkova     | 4:07,20       |
| 2.     | Kostarika  | Claudia Poll      | 4:09,15       |
| 3.     | Njemačka   | Hannah Stockbauer | 4:09,36       |
| 4.     | Rusija     | Irina Ufimzewa    | 4:10,17       |
| 5.     | NR Kina    | Chen Hua          | 4:10,37       |
| 6.     | Rumunjska  | Camelia Potec     | 4:11,67       |
| 7.     | Nizozemska | Carla Geurts      | 4:13,04       |
| 8.     | Francuska  | Alicia Bozon      | 4:15,21       |

#### 800 m slobodno
| Mjesto | Država                 | Plivač          | Vrijeme (min) |
| ------ | ---------------------- | --------------- | ------------- |
| 1.     | Australija             | Ian Thorpe      | 7:39,16 (WR)  |
| 2.     | Australija             | Grant Hackett   | 7:40,34       |
| 3.     | Ujedinjeno Kraljevstvo | Graeme Smith    | 7:51,12       |
| 4.     | SAD                    | Chris Thompson  | 7:53,95       |
| 5.     | Rusija                 | Alexei Filipez  | 7:56,30       |
| 6.     | Italija                | Andrea Righi    | 7:57,69       |
| 7.     | Njemačka               | Heiko Hell      | 7:59,47       |
| 8.     | Japan                  | Shunichi Fujita | 7:59,57       |

| Mjesto | Država                 | Plivačica         | Vrijeme (min) |
| ------ | ---------------------- | ----------------- | ------------- |
| 1.     | Njemačka               | Hannah Stockbauer | 8:24,66       |
| 2.     | SAD                    | Diana Munz        | 8:28,84       |
| 3.     | SAD                    | Kaitlin Sandeno   | 8:31,45       |
| 4.     | NR Kina                | Chen Hua          | 8:31,66       |
| 5.     | Švicarska              | Flavia Rigamonti  | 8:33,79       |
| 6.     | Ujedinjeno Kraljevstvo | Rebecca Cooke     | 8:36,67       |
| 7.     | Češka                  | Jana Pechanová    | 8:39,32       |
| 8.     | Japan                  | Sachiko Yamada    | 8:45,05       |

#### 1500 m slobodno
| Mjesto | Država                 | Plivač                | Vrijeme (min) |
| ------ | ---------------------- | --------------------- | ------------- |
| 1.     | Australija             | Grant Hackett         | 14:34,56 (WR) |
| 2.     | Ujedinjeno Kraljevstvo | Graeme Smith          | 14:58,94      |
| 3.     | Rusija                 | Alexei Filipez        | 15:01,43      |
| 4.     | Ukrajina               | Ihor Tscherwynskyj    | 15:06,13      |
| 5.     | SAD                    | Chris Thompson        | 15:07,67      |
| 6.     | Italija                | Massimiliano Rosolino | 15:10,54      |
| 7.     | Australija             | Craig Stevens         | 15:15,02      |
| 8.     | Francuska              | Nicolas Rostoucher    | 15:18,89      |

| Mjesto | Država                 | Plivačica         | Vrijeme (min) |
| ------ | ---------------------- | ----------------- | ------------- |
| 1.     | Njemačka               | Hannah Stockbauer | 16:01,02      |
| 2.     | Švicarska              | Flavia Rigamonti  | 16:05,99      |
| 3.     | SAD                    | Diana Munz        | 16:07,05      |
| 4.     | Australija             | Amanda Pascoe     | 16:16,80      |
| 5.     | Ujedinjeno Kraljevstvo | Rebecca Cooke     | 16:20,15      |
| 6.     | SAD                    | Kaitlin Sandeno   | 16:28,91      |
| 7.     | Japan                  | Sachiko Yamada    | 16:34,43      |
| 8.     | Brazil                 | Nayara Ribeiro    | 16:40,37      |

### Leđni stil

#### 50 m leđno
| Mjesto | Država     | Plivač                  | Vrijeme (s) |
| ------ | ---------- | ----------------------- | ----------- |
| 1.     | SAD        | Randall Bal             | 25,34       |
| 2.     | Njemačka   | Thomas Rupprath         | 25,44       |
| 3.     | Australija | Matt Welsh              | 25,49       |
| 4.     | Njemačka   | Stev Theloke            | 25,69       |
| 5.     | Poljska    | Mariusz Siembida        | 25,82       |
| 6.     | Kanada     | Riley Janes             | 25,98       |
| 7.     | Australija | Joshua Watson           | 26,05       |
| 8.     | Ukrajina   | Wjatscheslaw Schyrschow | 26,40       |

| Mjesto | Država     | Plivačica           | Vrijeme (s) |
| ------ | ---------- | ------------------- | ----------- |
| 1.     | SAD        | Haley Cope          | 28,51       |
| 2.     | Njemačka   | Antje Buschschulte  | 28,53       |
| 3.     | SAD        | Natalie Coughlin    | 28,54       |
| 4.     | Njemačka   | Sandra Völker       | 28,62       |
| 5.     | Rumunjska  | Diana Mocanu        | 28,86       |
| 6.     | Australija | Dyana Calub         | 28,89       |
| 7.     | Španjolska | Nina Živanevskaja   | 28,90       |
| 8.     | Nizozemska | Hinkelien Schreuder | 28,99       |

#### 100 m leđno
| Mjesto | Država     | Plivač          | Vrijeme (s) |
| ------ | ---------- | --------------- | ----------- |
| 1.     | Australija | Matt Welsh      | 54,31       |
| 2.     | Island     | Örn Arnarson    | 54,75       |
| 3.     | Njemačka   | Steffen Driesen | 54,91       |
| 4.     | SAD        | Randall Bal     | 54,97       |
| 5.     | Austrija   | Markus Rogan    | 55,23       |
| 6.     | Mađarska   | Péter Horváth   | 55,43       |
| 7.     | Hrvatska   | Gordan Kožulj   | 55,60       |
| 8.     | Australija | Joshua Watson   | 55,98       |

| Mjesto | Država                 | Plivačica          | Vrijeme (min) |
| ------ | ---------------------- | ------------------ | ------------- |
| 1.     | SAD                    | Natalie Coughlin   | 1:00,37       |
| 2.     | Rumunjska              | Diana Mocanu       | 1:00,68       |
| 3.     | Njemačka               | Antje Buschschulte | 1:01,42       |
| 4.     | Španjolska             | Nina Živanevskaja  | 1:01,75       |
| 5.     | Japan                  | Mai Nakamura       | 1:01,80       |
| 6.     | Ujedinjeno Kraljevstvo | Sarah Price        | 1:01,82       |
| 7.     | Japan                  | Hanae Ito          | 1:02,40       |
| 8.     | Češka                  | Ilona Hlaváčková   | 1:02,60       |

#### 200 m leđno
| Mjesto | Država     | Plivač          | Vrijeme (min) |
| ------ | ---------- | --------------- | ------------- |
| 1.     | SAD        | Aaron Peirsol   | 1:57,13       |
| 2.     | Austrija   | Markus Rogan    | 1:58,07       |
| 3.     | Island     | Örn Arnarson    | 1:58,37       |
| 4.     | Australija | Matt Welsh      | 1:58,80       |
| 5.     | Hrvatska   | Gordan Kožzlj   | 1:59,23       |
| 6.     | Mađarska   | Viktor Bodrogi  | 1:59,74       |
| 7.     | Italija    | Emanuele Merisi | 1:59,83       |
| 8.     | Izrael     | Yoab Gath       | 2:00,09       |

| Mjesto | Država                 | Plivačica           | Vrijeme (min) |
| ------ | ---------------------- | ------------------- | ------------- |
| 1.     | Rumunjska              | Diana Mocanu        | 2:09,94       |
| 2.     | Rusija                 | Stanislawa Komarowa | 2:10,43       |
| 3.     | Ujedinjeno Kraljevstvo | Joanna Fargus       | 2:11,05       |
| 4.     | Kanada                 | Jennifer Fratesi    | 2:11,16       |
| 5.     | Njemačka               | Antje Buschschulte  | 2:11,47       |
| 6.     | Australija             | Clementine Stoney   | 2:11,58       |
| 7.     | Njemačka               | Nicole Hetzer       | 2:11,68       |
| 8.     | Japan                  | Aya Terakawa        | 2:14,12       |

### Prsni stil

#### 50 m prsno
| Mjesto | Država                 | Plivač              | Vrijeme (s) |
| ------ | ---------------------- | ------------------- | ----------- |
| 1.     | Ukrajina               | Oleh Lissohor       | 27,52       |
| 2.     | Rusija                 | Roman Sludnow       | 27,60       |
| 3.     | Italija                | Domenico Fioravanti | 27,72       |
| 4.     | SAD                    | Anthony Robinson    | 27,73       |
| 5.     | Njemačka               | Mark Warnecke       | 27,93       |
| 6.     | SAD                    | Ed Moses            | 28,02       |
| 7.     | Ujedinjeno Kraljevstvo | Darren Mew          | 28,05       |
|        | Ujedinjeno Kraljevstvo | James Gibson        | DSQ         |

| Mjesto | Država                 | Plivačica           | Vrijeme (s) |
| ------ | ---------------------- | ------------------- | ----------- |
| 1.     | NR Kina                | Luo Xuejuan         | 30,84       |
| 2.     | SAD                    | Kristy Kowal        | 31,37       |
| 3.     | Ujedinjeno Kraljevstvo | Zoe Baker           | 31,40       |
| 4.     | SAD                    | Megan Quann         | 31,50       |
| 5.     | Australija             | Brooke Hanson       | 31,87       |
| 6.     | Italija                | Roberta Crescentini | 31,96       |
| 7.     | Njemačka               | Sarah Poewe         | 32,03       |
| 8.     | Mađarska               | Ágnes Kovács        | 32,05       |

#### 100 m prsno
| Mjesto | Država                 | Plivač              | Vrijeme (min) |
| ------ | ---------------------- | ------------------- | ------------- |
| 1.     | Rusija                 | Roman Sludnow       | 1:00,16       |
| 2.     | Italija                | Domenico Fioravanti | 1:00,47       |
| 3.     | SAD                    | Ed Moses            | 1:00,61       |
| 4.     | Japan                  | Kōsuke Kitajima     | 1:00,67       |
| 5.     | Kanada                 | Morgan Knabe        | 1:01,27       |
| 6.     | Ukrajina               | Oleh Lissohor       | 1:01,51       |
| 7.     | Ujedinjeno Kraljevstvo | Darren Mew          | 1:01,92       |
| 8.     | Francuska              | Hugues Dubosq       | 1:01,94       |

| Mjesto | Država     | Plivačica      | Vrijeme (min) |
| ------ | ---------- | -------------- | ------------- |
| 1.     | NR Kina    | Luo Xuejuan    | 1:07,18       |
| 2.     | Australija | Leisel Jones   | 1:07,96       |
| 3.     | Mađarska   | Ágnes Kovács   | 1:08,50       |
| 4.     | Njemačka   | Sarah Poewe    | 1:08,52       |
| 5.     | SAD        | Megan Quann    | 1:08,80       |
| 6.     | SAD        | Kirty Kowal    | 1:08,92       |
| 7.     | Austrija   | Mirna Jukic    | 1:09,49       |
| 8.     | Kanada     | Rhiannon Leier | 1:09,90       |

#### 200 m prsno
| Mjesto | Država     | Plivač              | Vrijeme (min) |
| ------ | ---------- | ------------------- | ------------- |
| 1.     | SAD        | Brendan Hansen      | 2:10,69       |
| 2.     | Austrija   | Maxim Podoprigora   | 2:11,09       |
| 3.     | Japan      | Kōsuke Kitajima     | 2:11,21       |
| 4.     | Italija    | Domenico Fioravanti | 2:11,31       |
| 5.     | SAD        | Ed Moses            | 2:11,38       |
| 6.     | Australija | Regan Harrison      | 2:11,51       |
| 7.     | Italija    | Davide Rummolo      | 2:12,89       |
| 8.     | Češka      | Daniel Malek        | 2:13,19       |

| Mjesto | Država     | Plivačica        | Vrijeme (min) |
| ------ | ---------- | ---------------- | ------------- |
| 1.     | Mađarska   | Ágnes Kovács     | 2:24,90       |
| 2.     | NR Kina    | Qi Hui           | 2:25,09       |
| 3.     | NR Kina    | Luo Xuejuan      | 2:25,29       |
| 4.     | Australija | Leisel Jones     | 2:25,46       |
| 5.     | SAD        | Kristy Kowal     | 2:25,84       |
| 6.     | Rumunjska  | Beatrice Caslaru | 2:25,92       |
| 7.     | Rusija     | Olga Bakaldina   | 2:26,83       |
| 8.     | Austrija   | Mirna Jukic      | 2:27,96       |

### Leptir stil

#### 50 m leptir
| Mjesto | Država                 | Plivač               | Vrijeme (s) |
| ------ | ---------------------- | -------------------- | ----------- |
| 1.     | Australija             | Geoff Huegill        | 23,50       |
| 2.     | Švedska                | Lars Frölander       | 23,57       |
| 3.     | Ujedinjeno Kraljevstvo | Mark Foster          | 23,62       |
| 4.     | JAR                    | Roland Mark Schoeman | 23,76       |
| 5.     | SAD                    | Ian Crocker          | 23,85       |
| 6.     | Nizozemska             | Ewout Holst          | 23,99       |
| 7.     | Finska                 | Tero Valimaa         | 24,10       |
| 8.     | Njemačka               | Thomas Rupprath      | 24,16       |

| Mjesto | Država     | Plivačica             | Vrijeme (s) |
| ------ | ---------- | --------------------- | ----------- |
| 1.     | Nizozemska | Inge de Bruijn        | 25,90       |
| 2.     | Švedska    | Therese Alshammar     | 26,18       |
| 3.     | Švedska    | Anna-Karin Kammerling | 26,45       |
| 4.     | SAD        | Natalie Coughlin      | 26,70       |
| 5.     | Australija | Petria Thomas         | 26,91       |
| 6.     | Poljska    | Otylia Jędrzejczak    | 27,02       |
| 7.     | Danska     | Karen Egdal           | 27,03       |
| 8.     | NR Kina    | Ruan Yi               | 27,19       |

#### 100 m leptir
| Mjesto | Država     | Plivač            | Vrijeme (s) |
| ------ | ---------- | ----------------- | ----------- |
| 1.     | Švedska    | Lars Frölander    | 52,10       |
| 2.     | SAD        | Ian Crocker       | 52,25       |
| 3.     | Australija | Geoff Huegill     | 52,36       |
| 4.     | Japan      | Takashi Yamamoto  | 52,56       |
| 5.     | Rusija     | Wladislaw Kulikow | 52,69       |
| 6.     | Kanada     | Michael Mintenko  | 52,82       |
| 7.     | Australija | Michael Klim      | 52,91       |
| 8.     | Francuska  | Franck Esposito   | 53,33       |

| Mjesto | Država     | Plivačica          | Vrijeme (s) |
| ------ | ---------- | ------------------ | ----------- |
| 1.     | Australija | Petria Thomas      | 58,27       |
| 2.     | Poljska    | Otylia Jędrzejczak | 58,72       |
| 3.     | Japan      | Junko Onishi       | 58,88       |
| 4.     | SAD        | Mary Descenza      | 59,30       |
| 5.     | Švedska    | Johanna Sjöberg    | 59,43       |
| 6.     | SAD        | Shelly Ripple      | 59,67       |
| 7.     | Izrael     | Vered Borochovski  | 59,75       |
| 8.     | Rusija     | Natalja Sutjagina  | 1:00,00     |

#### 200 m leptir
| Mjesto | Država     | Plivač            | Vrijeme (min) |
| ------ | ---------- | ----------------- | ------------- |
| 1.     | SAD        | Michael Phelps    | 1:54,58 (WR)  |
| 2.     | SAD        | Thomas Malchow    | 1:55,28       |
| 3.     | Rusija     | Anatoli Poljakow  | 1:55,68       |
| 4.     | Francuska  | Franck Esposito   | 1:55,71       |
| 5.     | Japan      | Takashi Yamamoto  | 1:55,84       |
| 6.     | Ukrajina   | Denys Sylantjew   | 1:56,71       |
| 7.     | Australija | Justin Norris     | 1:57,18       |
| 8.     | Portoriko  | Andrew Livingston | 1:58,68       |

| Mjesto | Država     | Plivačica          | Vrijeme (min) |
| ------ | ---------- | ------------------ | ------------- |
| 1.     | Poljska    | Otylia Jędrzejczak | 2:06,73       |
| 2.     | Njemačka   | Annika Mehlhorn    | 2:06,97       |
| 3.     | SAD        | Kaitlin Sandeno    | 2:08,52       |
| 4.     | Japan      | Yuko Nakanishi     | 2:09,08       |
| 5.     | Danska     | Mette Jacobsen     | 2:09,57       |
| 6.     | Mađarska   | Éva Risztov        | 2:10,11       |
| 7.     | Španjolska | Mireia García      | 2:10,42       |
| 8.     | SAD        | Shelly Ripple      | 2:11,09       |

### Mješovito

#### 200 m mješovito
| Mjesto | Država            | Plivač                | Vrijeme (min) |
| ------ | ----------------- | --------------------- | ------------- |
| 1.     | Italija           | Massimiliano Rosolino | 1:59,71       |
| 2.     | SAD               | Thomas Wilkens        | 2:00,73       |
| 3.     | Australija        | Justin Norris         | 2:00,91       |
| 4.     | Trinidad i Tobago | George Bovell         | 2:01,50       |
| 5.     | Japan             | Takahiro Mori         | 2:01,54       |
|        | Japan             | Jiro Miki             | 2:01,54       |
| 7.     | Italija           | Alessio Boggiatto     | 2:01,76       |
| 8.     | Kanada            | Curtis Myden          | 2:02,42       |

| Mjesto | Država    | Plivačica         | Vrijeme (min) |
| ------ | --------- | ----------------- | ------------- |
| 1.     | SAD       | Martha Bowen      | 2:11,93       |
| 2.     | Ukrajina  | Jana Kločkova     | 2:12,30       |
| 3.     | NR Kina   | Qi Hui            | 2:12,46       |
| 4.     | Rusija    | Oksana Werjowka   | 2:13,62       |
| 5.     | Rumunjska | Beatrice Caslaru  | 2:13,78       |
| 6.     | SAD       | Cristina Teuscher | 2:14,82       |
| 7.     | Japan     | Tomoko Hagiwara   | 2:14,93       |
| 8.     | Njemačka  | Annika Mehlhorn   | 2:15,15       |

#### 400 m mješovito
| Mjesto | Država     | Plivač            | Vrijeme (min) |
| ------ | ---------- | ----------------- | ------------- |
| 1.     | Italija    | Alessio Boggiatto | 4:13,15       |
| 2.     | SAD        | Erik Vendt        | 4:15,36       |
| 3.     | SAD        | Thomas Wilkens    | 4:15,94       |
| 4.     | Japan      | Susumu Tabuchi    | 4:18,05       |
| 5.     | Australija | Justin Norris     | 4:18,56       |
| 6.     | Kanada     | Brian Johns       | 4:19,75       |
| 7.     | Kanada     | Curtis Myden      | 4:19,80       |
| 8.     | Japan      | Jiro Miki         | 4:23,11       |

| Mjesto | Država    | Plivačica        | Vrijeme (min) |
| ------ | --------- | ---------------- | ------------- |
| 1.     | Ukrajina  | Jana Kločkova    | 4:36,98       |
| 2.     | SAD       | Martha Bowen     | 4:39,06       |
| 3.     | Rumunjska | Beatrice Caslaru | 4:39,33       |
| 4.     | NR Kina   | Qi Hui           | 4:41,64       |
| 5.     | SAD       | Kaitlin Sandeno  | 4:43,13       |
| 6.     | Njemačka  | Nicole Hetzer    | 4:44,77       |
| 7.     | Japan     | Tomoko Hagiwara  | 4:48,47       |
| 8.     | Japan     | Ayame Sato       | DSQ           |

## Štafetna natjecanja

### 4x100 m slobodno
| Mjesto | Država     | Plivači                                                                | Vrijeme (min) |
| ------ | ---------- | ---------------------------------------------------------------------- | ------------- |
| 1.     | Australija | Michael Klim Ashley Callus Todd Pearson Ian Thorpe                     | 3:14,10       |
| 2.     | Nizozemska | Mark Veens Johan Kenkhuis Klaas Erik Zwering Pieter van den Hoogenband | 3:14,56       |
| 3.     | Njemačka   | Stefan Herbst Torsten Spanneberg Lars Conrad Sven Lodziewski           | 3:17,52       |
| 4.     | Švedska    |                                                                        | 3:18,00       |
| 5.     | Italija    |                                                                        | 3:19,37       |
| 6.     | Rusija     |                                                                        | 3:21,63       |
|        | Brazil     |                                                                        | DSQ           |
|        | SAD        |                                                                        | DSQ           |

| Mjesto | Država                 | Plivačice                                                       | Vrijeme (min) |
| ------ | ---------------------- | --------------------------------------------------------------- | ------------- |
| 1.     | Njemačka               | Petra Dallmann Antje Buschschulte Katrin Meissner Sandra Völker | 3:39,58       |
| 2.     | SAD                    | Colleen Lanne Erin Phenix Maritza Correia Courtney Shealy       | 3:40,80       |
|        | Ujedinjeno Kraljevstvo | Alison Sheppard Melanie Marshall Rosalind Brett Karen Pickering | 3:40,80       |
| 4.     | Švedska                |                                                                 | 3:41,18       |
| 5.     | NR Kina                |                                                                 | 3:41,32       |
| 6.     | Australija             |                                                                 | 3:42,01       |
| 7.     | Japan                  |                                                                 | 3:43,07       |
| 8.     | Italija                |                                                                 | 3:44,67       |

### 4x200 m slobodno
| Mjesto | Država                 | Plivači                                                                   | Vrijeme (min) |
| ------ | ---------------------- | ------------------------------------------------------------------------- | ------------- |
| 1.     | Australija             | Grant Hackett Michael Klim William Kirby Ian Thorpe                       | 7:04,66 (WR)  |
| 2.     | Italija                | Emiliano Brambilla Matteo Pelliciari Andrea Beccari Massimiliano Rosolino | 7:10,86       |
| 3.     | SAD                    | Scott Goldblatt Nate Dusing Chad Carvin Klete Keller                      | 7:13,69       |
| 4.     | Ujedinjeno Kraljevstvo |                                                                           | 7:15,60       |
| 5.     | Njemačka               |                                                                           | 7:17,29       |
| 6.     | Kanada                 |                                                                           | 7:17,80       |
| 7.     | Japan                  |                                                                           | 7:20,60       |
| 8.     | Rusija                 |                                                                           | 7:22,44       |

| Mjesto | Država                 | Plivačice                                                    | Vrijeme (min) |
| ------ | ---------------------- | ------------------------------------------------------------ | ------------- |
| 1.     | Ujedinjeno Kraljevstvo | Nicola Jackson Janine Belton Karen Legg Karen Pickering      | 7:58,69       |
| 2.     | Njemačka               | Silvia Szalai Sarah Harstick Hannah Stockbauer Meike Freitag | 8:01,35       |
| 3.     | Japan                  | Maki Mita Tomoko Hagiwara Tomoko Nagai Eri Yamanoi           | 8:02,97       |
| 4.     | Španjolska             |                                                              | 8:06,42       |
| 5.     | Španjolska             |                                                              | 8:06,55       |
| 6.     | Italija                |                                                              | 8:08,56       |
|        | Australija             |                                                              | DSQ           |
|        | SAD                    |                                                              | DSQ           |

### 4x100 m mješovito
| Mjesto | Država     | Plivači                                                                   | Vrijeme (min) |
| ------ | ---------- | ------------------------------------------------------------------------- | ------------- |
| 1.     | Australija | Matt Welsh Regan Harrison Geoff Huegill Ian Thorpe                        | 3:35,35       |
| 2.     | Njemačka   | Steffen Driesen Jens Kruppa Thomas Rupprath Torsten Spanneberg            | 3:36,34       |
| 3.     | Rusija     | Wladislaw Aminow Dmitri Komornikow Wladislaw Kulikow Dmitri Tschernischew | 3:37,77       |
| 4.     | Kanada     |                                                                           | 3:38,23       |
| 5.     | Mađarska   |                                                                           | 3:38,29       |
| 6.     | Japan      |                                                                           | 3:38,92       |
|        | SAD        |                                                                           | DSQ           |
|        | Nizozemska |                                                                           | DSQ           |

| Mjesto | Država                 | Plivačice                                              | Vrijeme (min) |
| ------ | ---------------------- | ------------------------------------------------------ | ------------- |
| 1.     | Australija             | Dyana Calub Leisel Jones Petria Thomas Sarah Ryan      | 4:01,50       |
| 2.     | SAD                    | Natalie Coughlin Megan Quann Mary Descenza Erin Phenix | 4:01,81       |
| 3.     | NR Kina                | Zhan Shu Luo Xuejuan Ruan Yi Xu Yanwei                 | 4:02,53       |
| 4.     | Njemačka               |                                                        | 4:03,06       |
| 5.     | Japan                  |                                                        | 4:06,44       |
| 6.     | Ujedinjeno Kraljevstvo |                                                        | 4:06,66       |
| 7.     | Rusija                 |                                                        | 4:07,58       |
| 8.     | Kanada                 |                                                        | 4:08,10       |

## Objašnjenje kratica
- AF = Afrički rekord
- AM = Američki rekord
- AS = Azijski rekord
- ER = Europski rekord
- OC = Oceanijski rekord
- OR = Olimpijski rekord
- WR = Svjetski rekord